# 托尼·哈里斯
托尼·德韦恩·哈里斯（英語：Tony Dwayne Harris，1967年5月13日—），美国NBA联盟前职业篮球运动员。